# Afromelittia occidentalis
Afromelittia occidentalis is een vlinder uit de familie wespvlinders (Sesiidae), onderfamilie Sesiinae.
Afromelittia occidentalis is voor het eerst wetenschappelijk beschreven door Le Cerf in 1917. De soort komt voor in het Afrotropisch gebied.